# Berehowe
Berehowe (ukrainisch Берегове; russinisch Берегово/Berehowo, russisch Берегово/Beregowo, ungarisch Beregszász, deutsch Bergsaß, tschechisch und slowakisch Berehovo) ist eine Stadt in der Oblast Transkarpatien in der westlichen Ukraine (Karpatenukraine) nahe der ungarischen Grenze und ist das Verwaltungszentrum des Rajon Berehowe.

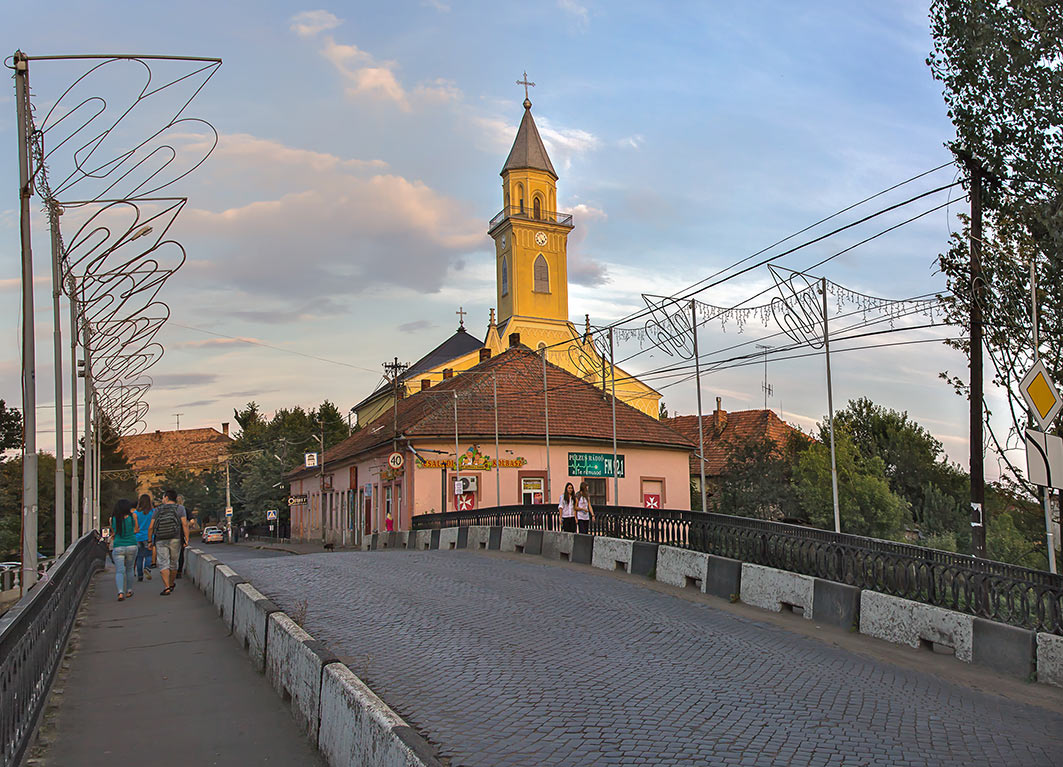
Kirche im Ort

## Geografie

### Lage
Der Ort befindet sich an den großen Szernye-Sümpfen unweit der Mündung der Borschawa in die Theiß.

### Bevölkerung
2004 hatte die Stadt 26.100 mehrheitlich ungarische Einwohner, 2001 waren es noch 26.600, von denen 12.800 ungarisch, 10.300 ukrainisch, 1.700 roma/sinti und 1.400 russisch als ihre Nationalität angaben. Der tatsächliche Anteil der Roma und Sinti dürfte jedoch deutlich höher liegen.
1939 war der jüdische Bevölkerungsanteil noch 30 %.

### Gliederung
Am 12. Juni 2020 wurde die Stadt zum Zentrum der neu gegründeten Stadtgemeinde Berehowe (Берегівська міська громада/Berehiwska miska hromada). Zu dieser zählen auch 17 Dörfer; bis dahin bildete sie zusammen mit dem Dorf Satyschne (ukrainisch Затишне, ungarisch Tasnád) die Stadtratsgemeinde Berehowe (Берегівська міська рада/Berehiwska miska rada).
Folgende Orte sind neben dem Hauptort Berehowe ein Teil der Gemeinde:
| Name                     | Name          | Name                                | Name                   | Name                 | Name    |
| ukrainisch transkribiert | ukrainisch    | russisch                            | slowakisch             | ungarisch            | deutsch |
| ------------------------ | ------------- | ----------------------------------- | ---------------------- | -------------------- | ------- |
| Badalowo                 | Бадалово      | Бадалово                            | Bodolov, Badalov       | Badaló               | -       |
| Balascher                | Балажер       | Балажер                             | Blažejovo              | Balazsér             | -       |
| Bene                     | Бене          | Бэнэ                                | Bene                   | Bene                 | -       |
| Borschawa                | Боржава       | Боржава                             | Boržava, Veľká Boršava | Nagyborzsova         | -       |
| Halabor                  | Галабор       | Галабор (Galabor)                   | Halabor                | Halábor              | -       |
| Hat                      | Гать          | Гать (Gat)                          | Hať                    | Gát                  | -       |
| Hetscha                  | Геча          | Геча (Getscha)                      | Geča                   | Mezőgecse            | -       |
| Janoschi                 | Яноші         | Яноши, bis 1995 Ивановка (Iwanowka) | Janošovo, Janoševo     | (Makkos-)Jánosi      | -       |
| Kidjosch                 | Кідьош        | Кидеш (Kidesch)                     | Kiďouš, Kiďoš          | Kigyós               | -       |
| Muschijewo               | Мужієво       | Мужиево                             | Mužyovo, Veľké Mužjovo | Nagymuzsaly          | -       |
| Orossijewo               | Оросієво      | Оросиево                            | Orosijovo              | Sárosoroszi          | -       |
| Satyschne                | Затишне       | Затишное (Satischnoje)              | Tašnad dvor            | Tasnád               | -       |
| Tschetfalwa              | Четфалва      | Четфалва                            | Četovo, Četfalva       | Csetfalva            | -       |
| Tschoma                  | Чома          | Чома                                | Čoma, Čuma             | Tiszacsoma           | -       |
| Tschykosch-Horonda       | Чикош-Горонда | Чикош-Горонда (Tschikosch-Goronda)  | Čikosgorondov dvor     | Csikósgorond (tanya) | -       |
| Wary                     | Вари          | Вары                                | Vary                   | Mezővári             | -       |
| Welyka Bakta             | Велика Бакта  | Велика Бакта (Welika Bakta)         | Veľká Bakta            | Nagybakta            | -       |

### Religion
Berehowe ist der Amtssitz des Bischofs der Reformierten Kirche in Transkarpatien.

## Geschichte

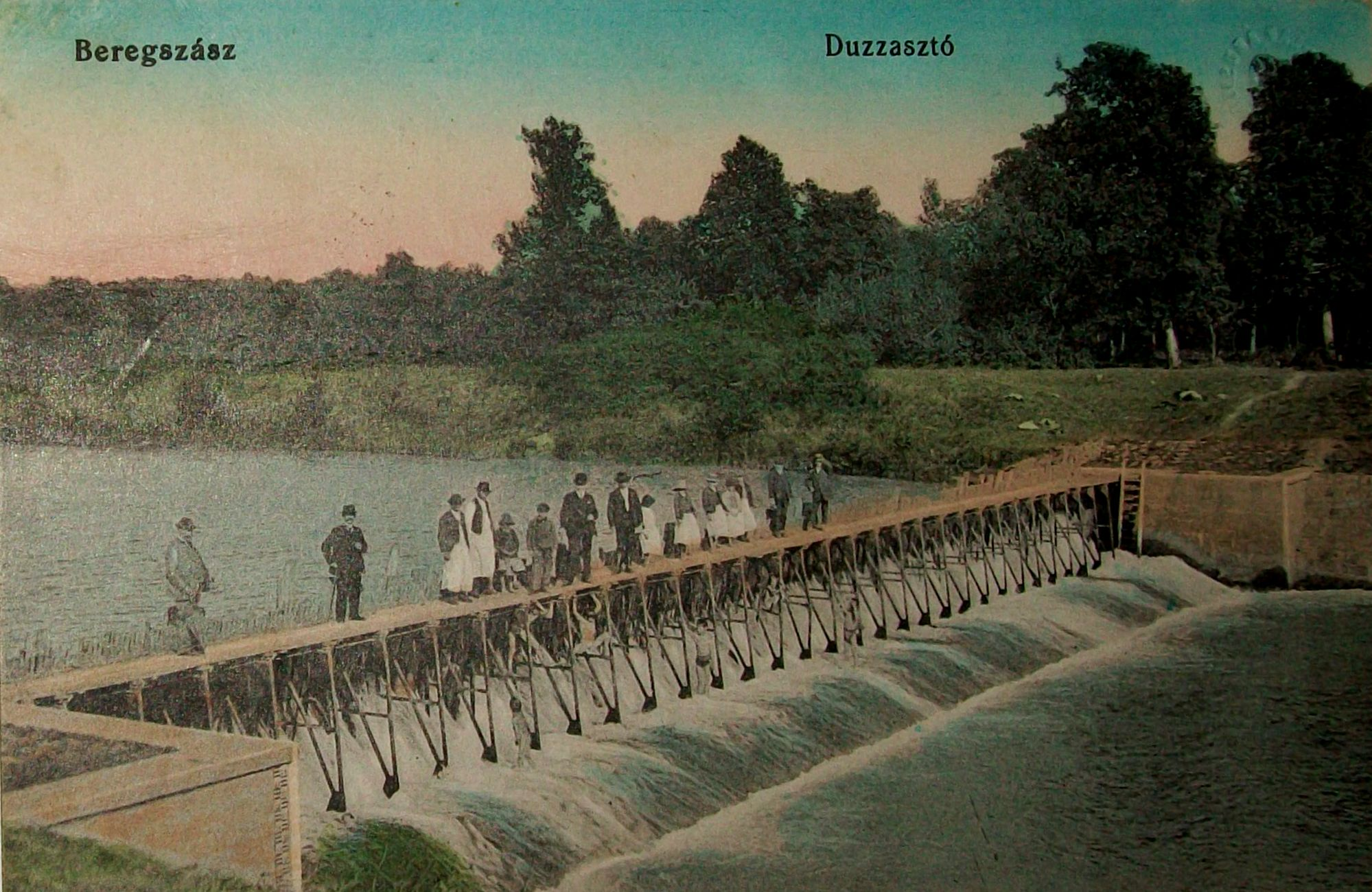
Postkarten Berehowe Damm im Jahr 1900

Im 11. Jahrhundert entstand auf dem Gebiet der heutigen Siedlung schon eine Siedlung mit dem Namen Villa Lamperti (1063), später Lamperthaza oder Luprechaza – nach Lampert († 1096), dem dritten Sohn des ungarischen Königs Béla I. Diese wurde bei den Mongoleneinfällen 1240/1241 jedoch zerstört.
Danach kam es zu einer Neugründung des Ortes durch sächsische Siedler zunächst unter dem Namen Lampertsas mit dem Suffix -sas nach den deutschen (sächsischen) Siedlern, 1284 wurde er zum ersten Mal schriftlich als Beregzaza erwähnt, seit 1271 ist er Hauptort des Komitats Bereg. Ab 1283 gehörte das Gebiet für einige Jahrzehnte zum Fürstentum Galizien. Nach einigen ukrainischen Historikern kommt das Wappen der Stadt mit dem Löwen aus dieser Zeit, aber es ist möglich, dass es das Wappen Lamperts war. Seit 1342 ist sie Königliche Freistadt.
1566 wurde sie abermals von den Mongolen verwüstet, 1657 von den Polen und 1686 von den Kuruzen.

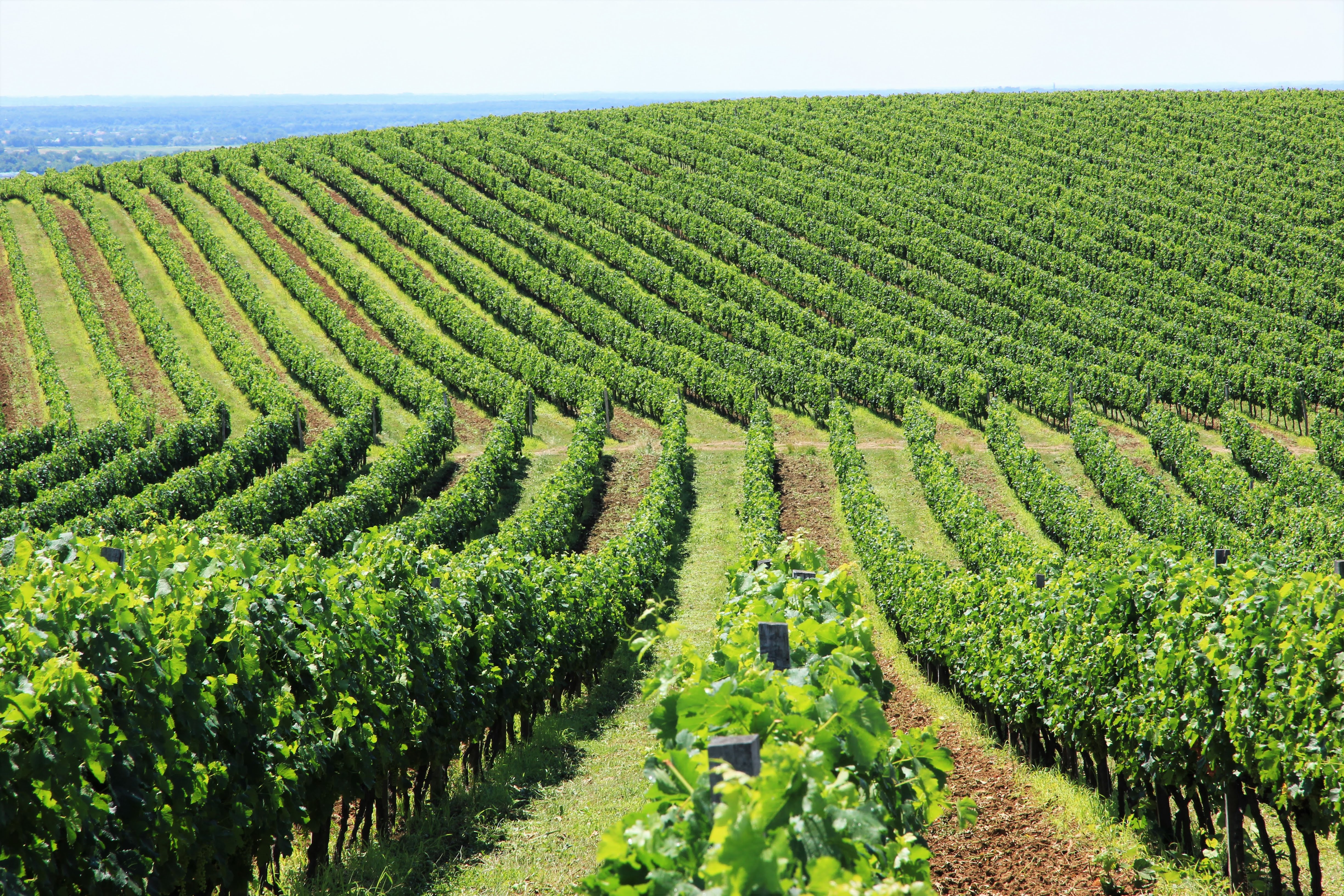
Die Region hat eine lange Weinbautradition.

Ende des 19. Jahrhunderts war Beregszász der Hauptort des Komitats, welches von der Ungarischen Nordostbahn gekreuzt wird, mit (1881) 6930 Einw., Weinbau und Steinbrüchen, Gerichtshof und Steuerinspektorat.
1910 hatte die Stadt dann 12.933 Einwohner von denen 12.432 Ungarn, 221 Ruthenen und 140 Deutsche waren.
Bis 1919 war die Stadt Hauptstadt des ungarischen Komitats Bereg. Danach wurde sie mit der Karpatenukraine Teil der Tschechoslowakei und gehörte auf Grund des Ersten Wiener Schiedsspruches von 1938 bis 1945 nochmals zu Ungarn. Von 1945 bis 1991 gehörte Berehowe zur ukrainischen Sowjetrepublik der UdSSR. Seit dem 15. Juni 2001 steht die Stadt unter Oblastverwaltung.
Nach der deutschen Besetzung Ungarns im März 1944 wurde die jüdische Bevölkerung von Beregszász zunächst in das vom Eichmann-Kommando und seinen ungarischen Helfern in der Stadt errichtete Ghetto gebracht, von dort größtenteils nach Auschwitz deportiert und ermordet. Die Ankunft dreier Deportationszüge im Vernichtungslager und die dortige Selektion sind fotografisch im Auschwitz-Album festgehalten.
2010 wurde der ungarische Ortsname Beregszász administrativ nach einem Referendum wieder eingeführt.

## Verkehr
Der Bahnhof liegt an der Bahnstrecke Batjowo–Korolewo. Weiterhin existiert ein Schmalspurnetz Berehowe.
Berehowe liegt an der Europastraße 81 von Uschgorod nach Konstanza.
Die Straße M 23 führt nach Munkatsch.

## Partnerstädte
- Kecskemét, Ungarn
- Miercurea Ciuc, Rumänien

## Persönlichkeiten
- Zsigmond Perényi (1783–1848), ungarischer Politiker, Revolutionär und Präsident des Magnatenhauses
- Arthur Porr (1872–1915), österreichischer Bauunternehmer
- Alfred von Hubicki (1887–1971), österreichischer General der Panzertruppe
- Géza Kalocsay (1913–2008), tschechoslowakisch-ungarischer Fußballer
- Emil Lakatos (1920–2010), Diplomat und Offizier der Volksrepublik Ungarn
- Věra Trnková (1934–2018), tschechische Mathematikerin und Hochschullehrerin, die für ihre Arbeiten in der Topologie und in der Kategorientheorie bekannt war
- Julius Rebek (* 1944), US-amerikanischer Chemiker
- Attila Vidnyánszky (* 1964), ukrainisch-ungarischer Theaterregisseur und Intendant
- Andrea Bocskor (* 1978), ungarische Politikerin
- Oleksandr Okipnjuk (* 1998), ukrainischer Freestyle-Skifahrer